# Bistum Mileto-Nicotera-Tropea
Das Bistum Mileto-Nicotera-Tropea (lat.: Dioecesis Miletensis-Nicotriensis-Tropiensis, ital.: Diocesi di Mileto-Nicotera-Tropea) ist eine in Italien gelegene römisch-katholische Diözese mit Sitz in Mileto.

## Geschichte
Das Bistum Mileto-Nicotera-Tropea wurde im 11. Jahrhundert als Bistum Mileto errichtet. Im Jahre 1093 wurde das Bistum Mileto durch Papst Urban II. mit der Apostolischen Konstitution Potestas ligandi dem Heiligen Stuhl direkt unterstellt.
Seit 21. Dezember 1973 wurden das Bistum Mileto und das Bistum Nicotera-Tropea in Personalunion verwaltet. Am 30. September 1986 wurde dem Bistum Mileto durch die Kongregation für die Bischöfe mit dem Dekret Instantibus votis das Bistum Nicotera-Tropea angegliedert.
Das Bistum Mileto ist heute dem Erzbistum Reggio Calabria-Bova als Suffraganbistum unterstellt.